# Setodes argentoaureus
Setodes argentoaureus är en nattsländeart som beskrevs av Georg Ulmer 1915. Setodes argentoaureus ingår i släktet Setodes och familjen långhornssländor. Inga underarter finns listade i Catalogue of Life.